# Лановий Василь Семенович
Васи́ль Семе́нович Лановий (16 січня 1934, Москва — 28 січня 2021, Москва) — радянський і російський актор театру та кіно українського походження, майстер художнього слова (чтець), громадський діяч, театральний педагог, Народний артист СРСР (1985), російський націоналіст, один з організаторів руху на підтримку Російського маршу 2006 року.

## Життєпис
Народився 16 січня 1934 року в Москві. Син українських селян із села Стримба (нині — Подільський район Одеської області), які у 1932 році переїхали до Москви.
Після школи вступив спочатку на факультет журналістики МДУ, а звідти пішов у Щукінське училище.
Ще студентом став зніматися в кіно, зігравши в картинах «Атестат зрілості» та «Павка Корчагін». Після училища, у 1957 році, став актором театру Вахтангова, де більш ніж за півстоліття переграв у безлічі вистав (зокрема — «Принцеса Турандот», «Гамлет», «Кінармія», «Кам'яний гість», «Антоній і Клеопатра», «Лев взимку», «Милий брехун»).
Лановий багато працював у кіно і на телебаченні, знявшись приблизно в трьох десятках картин («Пурпурові вітрила», «Колеги», «Війна і мир», «Анна Кареніна», «Дні Турбіних», «Петровка, 38», «Приступити до ліквідації»).
Помер 28 січня 2021 року в Москві від коронавірусної інфекції.

## Громадянська позиція
У передмові до книги Дмитра Гордона «Від печалі до радості», яка вийшла 2009 року, артист писав: «Те, що сьогодні в українсько-російських відносинах відбувається, викликає в мені неймовірний біль: кілька років Україна смішить весь світ, і мені як хохлу це гірко».
У лютому 2014 році разом із групою інших українців Росії звернувся до Президента України Віктора Януковича із закликом застосувати силу до учасників Євромайдану.
Серед інших діячів російської культури та мистецтва 11 березня 2014 року підписав звернення діячів культури Російської Федерації на підтримку політики російського президента Володимира Путіна в Криму та Україні.
Виступив на відкритті фестивалю античного мистецтва «Боспорські агони», який проходить в окупованому Росією місті Керч. Там він заявив:

| «Є тільки одна велика російська мова, все інше — говірки»Оригінальний текст (рос.) «есть только один великий русский язык, все остальные — наречия» |
В оприлюдненому 2 червня 2020 року пропагандистському відео RT разом з іншими його учасниками закликав до внесення змін до конституції РФ, які, зокрема, дають змогу Путіну безстроково керувати країною на посаді її президента.

## Фільмографія
1. 1954 — Атестат зрілості — Валентин Листовський
2. 1956 — 300 років тому… — поручик Броніслав Оржельскій
3. 1956 — Павло Корчагін
4. 1960 — Сильніший за ураган
5. 1961 — Пурпурові вітрила — Артур Грей
6. 1961 — Смугастий рейс
7. 1963 — Колеги
8. 1965 — Іду на грозу
9. 1967 — Пароль не потрібен
10. 1967 — Анна Кареніна — Вронський
11. 1968 — Війна і мир — Анатолій Курагін
12. 1968 — Шосте липня
13. 1970 — Любов Ярова
14. 1971 — Офіцери — Ваня Варава
15. 1972 — П'ятдесят на п'ятдесят
16. 1973 — Сімнадцять миттєвостей весни — генерал Вольф
17. 1973 — Іркутська історія
18. 1973 — Юнга Північного флоту
19. 1974 — Анна і командор — Командор
20. 1976 — Дні Турбіних — Шервінський Леонід Юрійович
21. 1976 — Власна думка
22. 1977 — Дивна жінка
23. 1977 — Зустріч на далекому меридіані
24. 1977 — Солдати свободи
25. 1980 — Петровка, 38 — Костенко Владислав Миколайович
26. 1980 — Огарьова, 6 — Костенко Владислав Миколайович
27. 1983 — Приступити до ліквідації — колишній льотчик Вадим Алтунін
28. 1990 — Біс до ребра
29. 1992 — Сльоза Князя Тьми
30. 1992 — Дрібниці життя (серіал)
31. 1992 — «Чорний квадрат»
32. 1992 — Непередбачувані візити
33. 1993 — Падіння
34. 1995 — Панна-селянка
35. 1998 — Невидимий подорожній
36. 2000 — Лицарський роман
37. 2005 — Брежнєв (серіал) — Юрій Андропов
38. 2006 — Офіцери (серіал)

## Нагороди
- Український орден «За заслуги» II ст.
- Український орден «За заслуги» III ст.

## Родина
Будучи студентом театрального училища, був одружений з Тетяною Самойловою. Друга дружина Тамара Зяблова трагічно загинула в автокатастрофі. Одружений втретє з актрисою Іриною Купченко. У них два сини — Олександр і Сергій, що здобули журналістську й економічну освіту відповідно.